# Рейнгардт, Георг Ганс
Георг Ганс Рейнгардт (нем. Georg-Hans Reinhardt; 1 марта 1887, Баутцен — 23 ноября 1963, Тегернзе, Бавария) — немецкий военачальник, генерал-полковник вермахта (с января 1942). Рейнгардт был осуждён как военный преступник по делу Верховного командования вермахта и был приговорен к 15 годам лишения свободы.

## Начало военной карьеры
Поступил на военную службу в марте 1907 года фанен-юнкером (кандидат в офицеры), с августа 1908 года — лейтенант.
Участвовал в Первой мировой войне (с сентября 1914 — старший лейтенант), награждён Железными крестами обеих степеней, с апреля 1916 — капитан. Награждён ещё двумя орденами.
После Первой мировой войны остался на службе в рейхсвере, с марта 1925 — майор (командир эскадрона в кавалерийском полку), с февраля 1934 — полковник, с апреля 1937 — генерал-майор. В ноябре 1938 года назначен командиром 4-й танковой дивизии.

## Вторая мировая война
Участвовал в Польской кампании, с 1 октября 1939 года — генерал-лейтенант. Награждён планками к Железным крестам (повторное награждение) и Рыцарским крестом.
С февраля 1940 года командовал 41-м моторизованным корпусом, с 1 июня 1940 — генерал танковых войск, участвовал во Французской кампании, разгроме Югославии и вторжении в СССР в составе группы армий «Север».
5 октября 1941 года назначен командующим 3-й танковой группой при наступлении на Москву, продолжал командовать 3-й танковой армией (переименована из 3-й танковой группы 31 декабря 1941 года) в составе группы армий «Центр» в течение 1942—1944 годов, 1 января 1942 года получил чин генерал-полковника. В феврале 1942 награждён Дубовыми листьями (№ 73) к Рыцарскому кресту. В мае 1944 года награждён Мечами (№ 68) к Рыцарскому кресту с Дубовыми листьями.
После разгрома немецкой группы армий «Центр» в Белоруссии летом 1944 года, 16 августа 1944 года назначен её главнокомандующим. Во главе группы армий вёл упорные бои против наступавших советских войск, которые в то время проводили завершающий этап Белорусской стратегической операции, а также Ломжа-Ружанскую наступательную операцию и Сероцкую наступательную операцию. Отстранён от командования и отчислен в резерв 27 января 1945 года за сокрушительное поражение в начале Восточно-Прусской операции.

## Суд и приговор

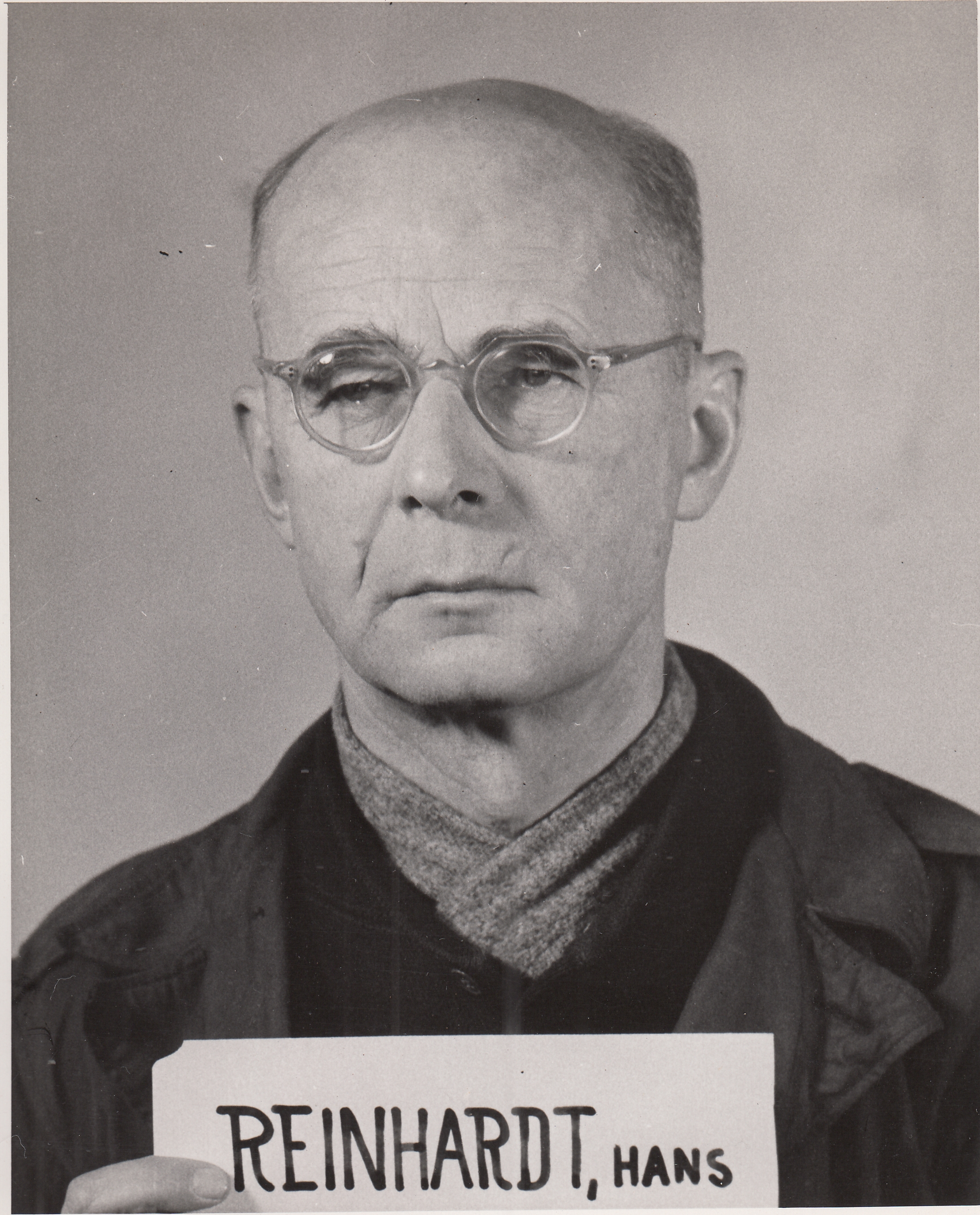
Фотография во время Нюрнбергского процесса, 1949 г.

В июне 1945 года Рейнхардт был арестован американскими оккупационными властями. Был судим по делу Верховного командования вермахта в ходе последующего Нюрнбергского процесса. Он был признан виновным в военных преступлениях и преступлениях против человечности, включая убийства и жестокое обращение с советскими военнопленными, а также убийства, депортации и захват заложников из числа гражданских лиц в оккупированных странах. Он был приговорен к 15 годам лишения свободы и отбывал срок в тюрьме Ландсберг. В январе 1951 года приговор был пересмотрен, но без изменений. В 1952 году Рейнхардт был освобожден из соображений сострадания.

## Награды
- Железный крест 2-го класса (14 сентября 1914) (Королевство Пруссия)
- Железный крест 1-го класса (8 августа 1915) (Королевство Пруссия)
- Военный орден Святого Генриха рыцарский крест (22 августа 1915) (Королевство Саксония)
- Королевский орден Дома Гогенцоллернов рыцарский крест с мечами (30 августа 1918) (Королевство Пруссия)
- Почётный крест Первой мировой войны 1914/1918 с мечами
- Медаль «В память 1 октября 1938 года» с пряжкой «Пражский замок»
- Пряжка к Железному кресту 2-го класса (21 сентября 1939)
- Пряжка к Железному кресту 1-го класса (2 октября 1939)
- Медаль «За зимнюю кампанию на Востоке 1941/42»
- Рыцарский крест Железного креста с дубовыми листьями и мечами
  - рыцарский крест (27 октября 1939 года)
  - дубовые листья (№ 73) (17 февраля 1942 года)
  - мечи (№ 68) (26 мая 1944 года)
- Нагрудный знак «За ранение» (1939) чёрный
- Упоминание в Вермахтберихт (18 и 19 октября 1941, 21 января 1944)
- Орден «За заслуги перед Федеративной Республикой Германия» командорский крест (24 ноября 1962)